# Live Evil
Live Evil (рус. Живое зло) — концертный альбом хеви-метал группы Black Sabbath, выпущенный в 1982 году. Первый «официальный» концертный релиз группы. Альбом записывался в ходе тура в поддержку диска Mob Rules, проходившего с 15 ноября 1981 года по 13 августа 1982 г. В его записи участвовали вокалист Ронни Джеймс Дио и барабанщик Винни Эппис, которые после тура покинули группу и начали работу в новом хэви-метал проекте Dio.
Двойной альбом имел коммерческий успех и получил положительные критические отзывы, достигнув 13-го места в UK Albums Chart и 37-го места в Billboard Top 200. Отзывы были в подавляющем большинстве положительными, в том числе один из влиятельного хэви-метал журнала Kerrang!, который приветствовал его как «один из величайших концертных альбомов всех времен».

## Об альбоме
В названии (оригинальный английский вариант Live eviL) второе слово является зеркальным отражением первого (т.н. палиндром), что использовано при оформлении обложки диска.
Элементы изображений на обложке являются ассоциациями к песням, исполненным на этом альбоме:
- Кричащий человек в смирительной рубашке — «Paranoid»
- Шаман вуду — «Voodoo»
- Ангел и Демон — «Heaven and Hell»
- Рыцарь с сияющим мечом — «Neon Knights»
- Фигура в капюшоне — «Black Sabbath» / «N.I.B.»
- Играющий мышцами человек — «Iron Man»
- Свинья в форме сержанта — «War Pigs»
- Группа детей в гробу — «Children of the Grave», плывущем по воде — «Children of the Sea»
- Человек с хлыстом — «The Mob Rules»
- Молнии, образующие своим рисунком голову дьявола, — «E5150»
- Выброшенная на берег акустическая гитара — «Fluff» — на обратной стороне обложки
- Созвездие Южного Креста — «The Sign of the Southern Cross» — на обратной стороне обложки

## Список композиций

### Сторона 1
1. «E5150» (Ronnie James Dio, Tony Iommi, Geezer Butler) — 2:21
2. «Neon Knights» (Dio, Iommi, Butler, Bill Ward) — 4:36
3. «N.I.B.» (Ozzy Osbourne, Iommi, Butler, Ward) — 5:09
4. «Children of the Sea» (Dio, Iommi, Butler, Ward) — 6:05
5. «Voodoo» (Dio, Butler, Iommi) — 6:07

### Сторона 2
1. «Black Sabbath» (Osbourne, Iommi, Butler, Ward) — 8:39
2. «War Pigs» (Osbourne, Iommi, Butler, Ward) — 9:19
3. «Iron Man» (Osbourne, Iommi, Butler, Ward) — 7:29

### Сторона 3
1. «The Mob Rules» (Dio, Iommi, Butler) — 4:10
2. «Heaven and Hell» (Dio, Iommi, Butler, Ward) — 12:04

### Сторона 4
1. «The Sign of the Southern Cross/Heaven and Hell (продолжение)» (Dio, Butler, Iommi/Dio, Iommi, Butler, Ward) — 7:15
2. «Paranoid» (Osbourne, Iommi, Butler, Ward) — 3:46
3. «Children of the Grave» (Osbourne, Iommi, Butler, Ward) — 5:25
4. «Fluff» (Iommi) — 0:59

## Участники записи
- Ронни Джеймс Дио — вокал
- Тони Айомми — гитара
- Гизер Батлер — бас-гитара
- Винни Апписи — ударные
- Джефф Николс — клавишные